# Épuisay
Épuisay és un municipi francès, situat al departament del Loir i Cher i a la regió de Centre – Vall del Loira. L'any 2007 tenia 682 habitants.

## Demografia

### Població
El 2007 la població de fet d'Épuisay era de 682 persones. Hi havia 275 famílies, de les quals 62 eren unipersonals (43 homes vivint sols i 19 dones vivint soles), 101 parelles sense fills, 93 parelles amb fills i 19 famílies monoparentals amb fills.
La població ha evolucionat segons el següent gràfic:
Habitants censats

### Habitatges
El 2007 hi havia 327 habitatges, 277 eren l'habitatge principal de la família, 28 eren segones residències i 21 estaven desocupats. 322 eren cases i 3 eren apartaments. Dels 277 habitatges principals, 210 estaven ocupats pels seus propietaris, 65 estaven llogats i ocupats pels llogaters i 2 estaven cedits a títol gratuït; 4 tenien una cambra, 21 en tenien dues, 53 en tenien tres, 94 en tenien quatre i 105 en tenien cinc o més. 190 habitatges disposaven pel capbaix d'una plaça de pàrquing. A 120 habitatges hi havia un automòbil i a 138 n'hi havia dos o més.

### Piràmide de població
La piràmide de població per edats i sexe el 2009 era:
| Homes | Edats   | Dones |
| ----- | ------- | ----- |
| 4     | 95 o +  | 0     |
| 4     | 90 a 94 | 4     |
| 8     | 85 a 89 | 20    |
| 4     | 80 a 84 | 8     |
| 16    | 75 a 79 | 24    |
| 4     | 70 a 74 | 12    |
| 28    | 65 a 69 | 12    |
| 0     | 60 a 64 | 16    |
| 16    | 55 a 59 | 16    |
| 20    | 50 a 54 | 12    |
| 16    | 45 a 49 | 32    |
| 20    | 40 a 44 | 20    |
| 16    | 35 a 39 | 16    |
| 8     | 30 a 34 | 4     |
| 16    | 25 a 29 | 16    |
| 12    | 20 a 24 | 16    |
| 32    | 15 a 19 | 20    |
| 8     | 10 a 14 | 12    |
| 8     | 5 a 9   | 0     |
| 12    | 0 a 4   | 16    |

## Economia
El 2007 la població en edat de treballar era de 412 persones, 317 eren actives i 95 eren inactives. De les 317 persones actives 293 estaven ocupades (162 homes i 131 dones) i 25 estaven aturades (7 homes i 18 dones). De les 95 persones inactives 45 estaven jubilades, 14 estaven estudiant i 36 estaven classificades com a «altres inactius».

### Ingressos
El 2009 a Épuisay hi havia 290 unitats fiscals que integraven 719,5 persones, la mediana anual d'ingressos fiscals per persona era de 17.412 €.

### Activitats econòmiques
Dels 23 establiments que hi havia el 2007, 1 era d'una empresa extractiva, 1 d'una empresa alimentària, 1 d'una empresa de fabricació d'altres productes industrials, 5 d'empreses de construcció, 4 d'empreses de comerç i reparació d'automòbils, 2 d'empreses d'hostatgeria i restauració, 1 d'una empresa financera, 5 d'empreses de serveis, 1 d'una entitat de l'administració pública i 2 d'empreses classificades com a «altres activitats de serveis».
Dels 11 establiments de servei als particulars que hi havia el 2009, 1 era una oficina bancària, 2 tallers de reparació d'automòbils i de material agrícola, 1 paleta, 1 fusteria, 1 lampisteria, 1 empresa de construcció, 1 perruqueria, 2 veterinaris i 1 restaurant.
Dels 3 establiments comercials que hi havia el 2009, 1 era una botiga de menys de 120 m², 1 una fleca i 1 una botiga de material de revestiment de parets i terra.
L'any 2000 a Épuisay hi havia 21 explotacions agrícoles que ocupaven un total de 2.032 hectàrees.

## Equipaments sanitaris i escolars
El 2009 hi havia una escola elemental integrada dins d'un grup escolar amb les comunes properes formant una escola dispersa.

## Poblacions més properes
El següent diagrama mostra les poblacions més properes.